# 奉化站 (庆尚北道)
奉化站（：／ Bonghwa yeok */?）是嶺東線沿線的一座鐵路車站，位於韓國庆尚北道奉化郡奉化邑，有無窮花號及白頭大幹峽谷列車停靠。

## 历史
- 1950年2月1日 - 落成使用[1]。

## 相鄰車站
韓國鐵道公社
嶺東線
文丹信號場－奉化－巨村